# Radio Bar
Radio Bar es una película argentina en blanco y negro dirigida por Manuel Romero sobre su propio guion que se estrenó el 10 de septiembre de 1936 y que tuvo como protagonistas a Gloria Guzmán, Olinda Bozán y Carmen Lamas y la participación de la orquesta típica de Elvino Vardaro, la orquesta de Efraín Orozco de Colombia y la de Almirante Jonas de Brasil.

## Sinopsis
Los empleados de un cabaret aspirantes a artistas tienen la posibilidad de trabajar en la radio.

## Reparto
- Gloria Guzmán... Emilia
- Olinda Bozán... Tosca
- Carmen Lamas... Lucía
- Alicia Barrié... Márgara
- Alberto Vila... Carlos
- Juan Carlos Thorry... Daniel
- Marcos Caplán...
- Susy Derqui... Dora
- Violeta Desmond... Empleada 1
- Lidia Desmond... Empleada 2
- Benita Puértolas
- José Ramírez
- Héctor Quintanilla
- Carlos Enríquez
- Roberto Blanco
- Juan Mangiante
- Paquita León
- Matilde Gómez
- María Zubarrián

## Comentarios
La crónica de La Razón dijo que el filme tenía “un marco caricaturesco y por momentos asainetado…(y)…”por momentos aspira a ser una comedia musical y lo es” en tanto El Heraldo del Cinematografista señalaba que “en el afán de lucir los numerosos elementos puestos a su disposición, el director ha tomado muy poco en consideración el asunto”.